# Kristina Schmid
Kristina Schmid (* 1972) ist eine schwedische Fotografin. Sie lebt in Stockholm.
Schmid besuchte von 1993 bis 1994 die Kunstschule der Medborgarskolan und im Anschluss bis 1996 die Pernbys målarskola, beide in Stockholm. Von 1996 bis 2001 absolvierte sie die Konsthögskolan Valand in Göteborg und besuchte zwischenzeitlich im Jahre 1998 auch die Akademie der Bildenden Künste München.

## Ausstellungen
- 1997:
  - „Unga Tecknare“, Schwedisches Nationalmuseum, Stockholm  (Gruppenausstellung)
  - „Tecknade Pärlor“, Galleri Rotor, Göteborg (Gruppenausstellung)
- 1998: „Galerie Bar“, Akademie der Bildenden Künste München (Gruppenausstellung)
- 1999: „Begär“, Fyrstads-Projekt, Dårstugan, Vänersborg (Gruppenausstellung)
- 2001: Studienabschlussausstellung, Konsthögskolan Valands (Gruppenausstellung)
- 2003:
  - Studio 44, Stockholm (Einzelausstellung)
  - Liljevalchs vårsalong, Stockholm (Gruppenausstellung)
- 2004: Liljevalchs vårsalong, Stockholm (Gruppenausstellung)
- 2005: „and being confused is an exercise“, Galleri 54 (Grupp 54), Göteborg (Einzelausstellung)
- 2006: Kunstforum, Norrköping (Einzelausstellung; Mitausstellerin: Jenny Granlund)
- 2008: Liljevalchs vårsalong, Stockholm (Gruppenausstellung)
- 2010: Galleri 1, Göteborg (Einzelausstellung)